# Puchar Świata w biegach narciarskich 2015/2016 – Nové Město na Moravě
Szóste zawody Pucharu Świata w biegach narciarskich w sezonie 2015/2016 odbyły się w czeskim Nowym Mieście. Konkurencje zostaną rozegrane pomiędzy 23–24 stycznia. Zawodnicy rywalizowali w biegach stylem dowolnym (10 km dla kobiet oraz 15 km dla mężczyzn) oraz w sztafetach.

## Program zawodów
| Dzień       | Konkurencja                | Początek  | Liczba uczestników |
| ----------- | -------------------------- | --------- | ------------------ |
| 23 stycznia | 10 km s. dowolnym kobiet   | 12:45 CET | 62                 |
| 23 stycznia | 15 km s. dowolnym mężczyzn | 14:15 CET | 84                 |
| 24 stycznia | Sztafeta kobiet            | 10:30 CET | 13x4               |
| 24 stycznia | Sztafeta mężczyzn          | 12:00 CET | 18x4               |

## Wyniki

### 10 km kobiet s. dowolnym
| Pozycja | Zawodniczka              | Reprezentacja     | Wynik   | Strata  |
| ------- | ------------------------ | ----------------- | ------- | ------- |
| złoto   | Therese Johaug           | Norwegia          | 25:09,1 | –       |
| srebro  | Astrid Jacobsen          | Norwegia          | 25:13,7 | +4,6    |
| brąz    | Jessica Diggins          | Stany Zjednoczone | 25:18,4 | +9,3    |
| 4.      | Charlotte Kalla          | Szwecja           | 25:22,6 | +13,5   |
| 5.      | Ragnhild Haga            | Norwegia          | 25:38,5 | +29,4   |
| 6.      | Heidi Weng               | Norwegia          | 25:40,2 | +31,1   |
| 7.      | Nathalie von Siebenthal  | Szwajcaria        | 25:51,9 | +42,8   |
| 8.      | Kerttu Niskanen          | Finlandia         | 25:57,2 | +48,1   |
| 9.      | Ingvild Flugstad Østberg | Norwegia          | 25:58,4 | +49,3   |
| 10.     | Krista Pärmäkoski        | Finlandia         | 26:07,5 | +58,4   |
| ...     |                          |                   |         |         |
| 52.     | Martyna Galewicz         | Polska            | 28:28,9 | +3:19,8 |

### 15 km mężczyzn s. dowolnym
| Pozycja | Zawodnik               | Reprezentacja | Wynik   | Strata  |
| ------- | ---------------------- | ------------- | ------- | ------- |
| złoto   | Maurice Manificat      | Francja       | 34:04,9 | –       |
| srebro  | Martin Johnsrud Sundby | Norwegia      | 34:15,7 | +10,8   |
| brąz    | Siergiej Ustiugow      | Rosja         | 34:17,9 | +13,0   |
| 4.      | Jewgienij Biełow       | Rosja         | 34:34,4 | +29,5   |
| 5.      | Finn Hågen Krogh       | Norwegia      | 34:37,6 | +32,7   |
| 6.      | Aleksiej Czerwotkin    | Rosja         | 34:38,2 | +33,3   |
| 7.      | Alex Harvey            | Kanada        | 34:46,2 | +41,3   |
| 8.      | Jean Marc Gaillard     | Francja       | 34:52,9 | +48,0   |
| 9.      | Aleksiej Połtoranin    | Kazachstan    | 34:53,7 | +48,8   |
| 10.     | Toni Livers            | Szwajcaria    | 34:58,2 | +53,3   |
| ...     |                        |               |         |         |
| 58.     | Jan Antolec            | Polska        | 37:14,6 | +3:09,7 |
| 73.     | Paweł Klisz            | Polska        | 38:48,3 | +4:43,4 |

### Sztafeta kobiet
| Pozycja | Zawodniczki                                                               | Reprezentacja     | Wynik   | Strata  |
| ------- | ------------------------------------------------------------------------- | ----------------- | ------- | ------- |
| złoto   | Ingvild Flugstad Østberg Heidi Weng Therese Johaug Astrid Jacobsen        | Norwegia          | 50:17,2 | –       |
| srebro  | Sophie Caldwell Sadie Maubet Bjornsen Elizabeth Stephen Jessica Diggins   | Stany Zjednoczone | 50:59,3 | +42,1   |
| brąz    | Anne Kyllönen Krista Pärmäkoski Riitta-Liisa Roponen Kerttu Niskanen      | Finlandia         | 51:13,1 | +55,9   |
| 4.      | Denise Herrmann Julia Belger Stefanie Böhler Nicole Fessel                | Niemcy I          | 52:13,3 | +1:56,1 |
| 5.      | Evelina Settlin Charlotte Kalla Maria Rydqvist Marika Sundin              | Szwecja           | 52:32,1 | +2:14,9 |
| 6.      | Lucia Scardoni Virginia De Martin Topranin Ilaria Debertolis Giulia Stürz | Włochy            | 52:46,7 | +2:29,5 |
| 7.      | Katharina Hennig Victoria Carl Antonia Fräbel Sofie Krehl                 | Niemcy II         | 52:50,2 | +2:33,0 |
| 8.      | Nathalie von Siebenthal Lydia Hiernickel Nadine Fähndrich Heidi Widmer    | Szwajcaria        | 53:15,9 | +2:58,7 |
| 9.      | Julija Biełorukowa Polina Kalsina Jelena Sobolewa Anastasija Docenko      | Rosja I           | 53:24,8 | +3:07,6 |
| 10.     | Petra Nováková Sandra Schützová Kateřina Beroušková Andrea Klementová     | Czechy            | 54:14,1 | +3:56,9 |

### Sztafeta mężczyzn
| Pozycja | Zawodnicy                                                                        | Reprezentacja     | Wynik     | Strata  |
| ------- | -------------------------------------------------------------------------------- | ----------------- | --------- | ------- |
| złoto   | Sjur Røthe Martin Johnsrud Sundby Mathias Rundgreen Finn Hågen Krogh             | Norwegia I        | 1:08:29,0 | –       |
| srebro  | Jewgienij Biełow Aleksandr Legkow Aleksiej Czerwotkin Siergiej Ustiugow          | Rosja I           | 1:08:35,0 | +6,0    |
| brąz    | Dietmar Nöckler Francesco De Fabiani Roland Clara Federico Pellegrino            | Włochy            | 1:09:23,3 | +54,3   |
| 4.      | Andreas Katz Jonas Dobler Florian Notz Thomas Bing                               | Niemcy            | 1:09:23,6 | +54,6   |
| 5.      | Per Kristian Nygård Martin Løwstrøm Nyenget Simen Hegstad Krüger Anders Gløersen | Norwegia II       | 1:09:23,6 | +54,6   |
| 6.      | Jonas Baumann Ueli Schnider Curdin Perl Toni Livers                              | Szwajcaria        | 1:09:27,5 | +58,5   |
| 7.      | Jean Marc Gaillard Maurice Manificat Clément Parisse Robin Duvillard             | Francja           | 1:09:28,4 | +59,4   |
| 8.      | Scott Patterson Erik Bjornsen Noah Hoffman Simi Hamilton                         | Stany Zjednoczone | 1:09:42,6 | +1:13,6 |
| 9.      | Graeme Killick Devon Kershaw Len Valjas Alex Harvey                              | Kanada            | 1:09:44,1 | +1:15,1 |
| 10.     | Juho Mikkonen Perttu Hyvärinen Lari Lehtonen Martti Jylhä                        | Finlandia         | 1:10:28,5 | +1:59,5 |
| ...     |                                                                                  |                   |           |         |
| 18.     | Maciej Staręga Jan Antolec Dominik Bury Paweł Klisz                              | Polska            | LPD       | —       |